# El tiempo circular
Es un ensayo de Jorge Luis Borges de 1943, contenido en el libro Historia de la Eternidad. Estrechamente relacionado en temática con los más largos, atípicos y tempranos «La doctrina de los ciclos» (1935) e «Historia de la Eternidad». 

Ya en el prólogo el mismo Borges incluso relaciona este texto con otro, «La metáfora» (1952), contenido en el libro mencionado, por cuanto entiende que "rectifican" (ambos) los errores del texto homónimo al libro, más temprano. 

## Tema
Borges intenta aquí dar cuenta de tres formas distintas del Retorno, como él le llama en apócope.

- La primera es de índole astrológica y es la platónica. Supone como repetición de la historia universal un universo reducido al sistema solar, y como límite de su regreso o repetición, la realineación primigenia de los planetas. Borges, evidentemente, no se inclina por esta vía, la que le resulta ingenua. Su crítica a la noción "Eternidad" llega hasta la nociones mismas de "repetición" e "identidad" y se desplaza a un tópico borgeano que se desarrollará a lo largo de su obra, por ejemplo, en «La biblioteca de Babel», es decir la de un tiempo infinito en un universo finito, razón por la cual sólo el tiempo podría forzar al universo a su repetición total. Esta idea también Borges la desarrolla de David Hume, explícitamente, y la vuelve e invoca en «Nueva refutación del tiempo». A su vez, Borges le da un fondo lógico a la incredulidad hacia esta primera vía del Retorno a partir de su referencia al filósofo, lógico y matemático Bertrand Russell. La reflexión de este último trata de que al suponer una repetición absoluta de la historia ya se está hablando de dos historias (que por ser dos, ya difieren entre sí) o, con ello, ya habría variación entre una y otra. A su vez, la noción de "repetición absoluta" semántica y lógicamente encuentra sus propias contradicciones en ambas disciplinas y, asimismo, la idea de que un universo "se preceda" a sí mismo anula con ello la cronicidad, los dos universos, y en definitiva, la teoría misma del Retorno.

- La segunda vía o versión está ligada al filósofo Nietzsche a quien justamente se le relaciona por fama. Es menos desarrollada aquí por Borges y más en «La doctrina de los ciclos» e «Historia de la Eternidad». Tiene, esta vía, una cariz evidentemente más psicológico, y se relaciona al concepto de amor fati nietzscheano, que Borges no anota. Comprende más, esta versión nietzscheana, la aceptación de lo que sucede que su repetición, y tiene claras implicancias intertextuales con el imperativo categórico kantiano, que Borges tampoco anota.  Borges tampoco se muestra adepto del todo a esta segunda vía. Colige, en ella, algo aparatoso propio del filósofo alemán.

- La tercera vía es la que más se adecua al parecer de Borges y éste registra, en varios filosofías y autores, sus antecedentes; entre ellos: Brahma, Shelley, Heráclito, el Eclesiastés, Poe, Marco Aurelio. Borges se detiene en una cita a este filósofo para referir una idea que el mismo Borges desarrollará más adelante en poemas y otros textos posteriores: una proposición antitética que niega la noción vulgar de la pérdida de las cosas comunes y que extiende y aplica, metafísicamente, a todas las cosas que suceden en el universo:

Nadie pierde el pasado ni el provenir, pues a nadie pueden quitarle lo que no tiene.

Así, lo que sucedió sigue, aunque transfigurado, sucediendo en lo que sucede, o en el "presente". 

- En este ensayo se produce un fenómeno proléptico múltiple: de entre ellos destaca aquel en que Borges menciona que imagina la historia de dos teólogos, sanguínamente rivales que, ya muertos, descubren que son la misma entidad o persona. Esta historia será más tarde el relato «Los teólogos», comprendido en su El Aleph.